# Mozart de Abreu e Lima
Mozart de Abreu e Lima (Recife, 1938 - 9 de julho de 2011) foi um dentista, administrador de empresas e político brasileiro.
Foi ministro interino do Trabalho no governo Itamar Franco, de 4 de abril a 10 de maio de 1994.